# 鎌ケ谷新春マラソン大会
鎌ケ谷新春マラソン大会(かまがやしんしゅんまらそんたいかい)は、千葉県鎌ケ谷市で行われる長距離走大会である。

## 主催
- 鎌ケ谷市
- 鎌ケ谷市教育委員会
- 鎌ケ谷市スポーツ協会

### 実施主体
- 鎌ケ谷新春マラソン大会実行委員会

### 主管
- 鎌ケ谷市陸上競技協会

## 種目
- ＜2．2km＞親子の部
- 小学生男子4年生以下の部
- 小学生女子4年生以下の部
- 小学生男子5年生以上の部
- 小学生女子5年生以上の部
- ＜3km＞中学生女子の部
- ＜5km＞中学生男子の部
- 一般男子の部
- 一般女子の部
- ＜10km＞一般男子29歳以下の部
- 一般男子30歳以上49歳以下の部
- 一般男子50歳以上64歳以下の部
- 一般男子65歳以上の部
- 一般女子の部

## 表彰
- 各種目の1位から8位までの選手を表彰する。
- 特別賞　・各種目の順位が、大会回数と同じ数である選手を表彰する。・遠来賞、最高齢者賞
- 参加者全員に、参加賞、記録賞を配布する。

## 参加資格
- 小学生以上の健康な方（但し、小中学生は保護者の同意を得ること）

## 会場・交通

### 会場
- 鎌ケ谷市営陸上競技場

### 交通
- 京成松戸線・北総鉄道北総線・東武野田線・新鎌ヶ谷駅より徒歩15分。